# Libořice
Obec Libořice se nachází v okrese Louny v Ústeckém kraji. Žije v ní 344 obyvatel.

## Historie
První písemná zmínka o obci pochází z roku 1333.

## Obyvatelstvo
Při sčítání lidu v roce 1921 zde žilo 695 obyvatel (z toho 321 mužů), z nichž bylo 59 Čechoslováků, 631 Němců a pět cizinců. S výjimkou dvaceti evangelíků, sedmi židů a jednoho člověka bez vyznání se hlásili k římskokatolické církvi. Podle sčítání lidu z roku 1930 měla vesnice 729 obyvatel: 127 Čechoslováků, 600 Němců a dva cizince. Kromě římskokatolické většiny zde žilo dvacet evangelíků, jeden člen církve československé, pět židů a sedm lidí bez vyznání.
| Obec Libořice                                          |       |       |       |       |       |       |       |      |      |      |      |      |      |      |
|                                                        | 1869  | 1880  | 1890  | 1900  | 1910  | 1921  | 1930  | 1950 | 1961 | 1970 | 1980 | 1991 | 2001 | 2011 |
| Obyvatelé                                              | 1 224 | 1 091 | 1 097 | 1 294 | 1 280 | 1 140 | 1 126 | 579  | 496  | 389  | 376  | 372  | 357  | 335  |
| Místní část Libořice                                   |       |       |       |       |       |       |       |      |      |      |      |      |      |      |
| Obyvatelé                                              | 716   | 694   | 669   | 772   | 789   | 695   | 729   | 355  | 341  | 254  | 271  | 295  | 270  | 253  |
| Domy                                                   | 94    | 97    | 104   | 106   | 123   | 124   | 135   | 107  | 133  | 84   | 75   | 98   | 103  | 106  |
| Data z roku 1961 zahrnují i domy místní části Železná. |       |       |       |       |       |       |       |      |      |      |      |      |      |      |

## Pamětihodnosti
Na jižním okraji návsi stojí zemědělský dvůr s libořickým zámkem, který vznikl přestavbou starší tvrze za hraběte Františka Josefa Šlika v roce 1737. Protější stranu návsi uzavírá budova barokní fary (čp. 31) ze druhé poloviny osmnáctého století a nad ní stojí kostel Nanebevzetí Panny Marie z roku 1716. Zámek, fara i kostel jsou chráněné jako kulturní památky.

## Galerie

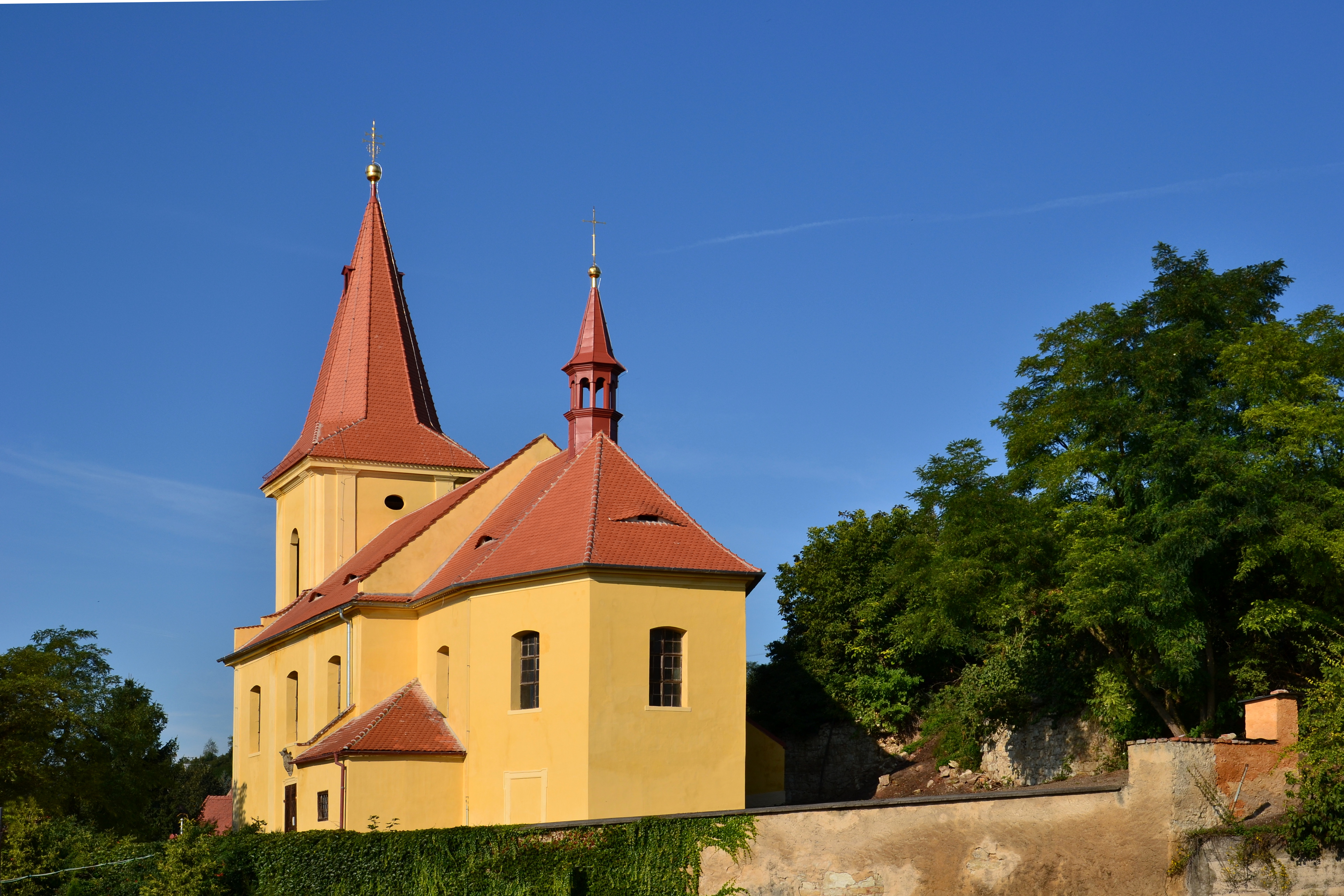
Kostel Nanebevzetí Panny Marie
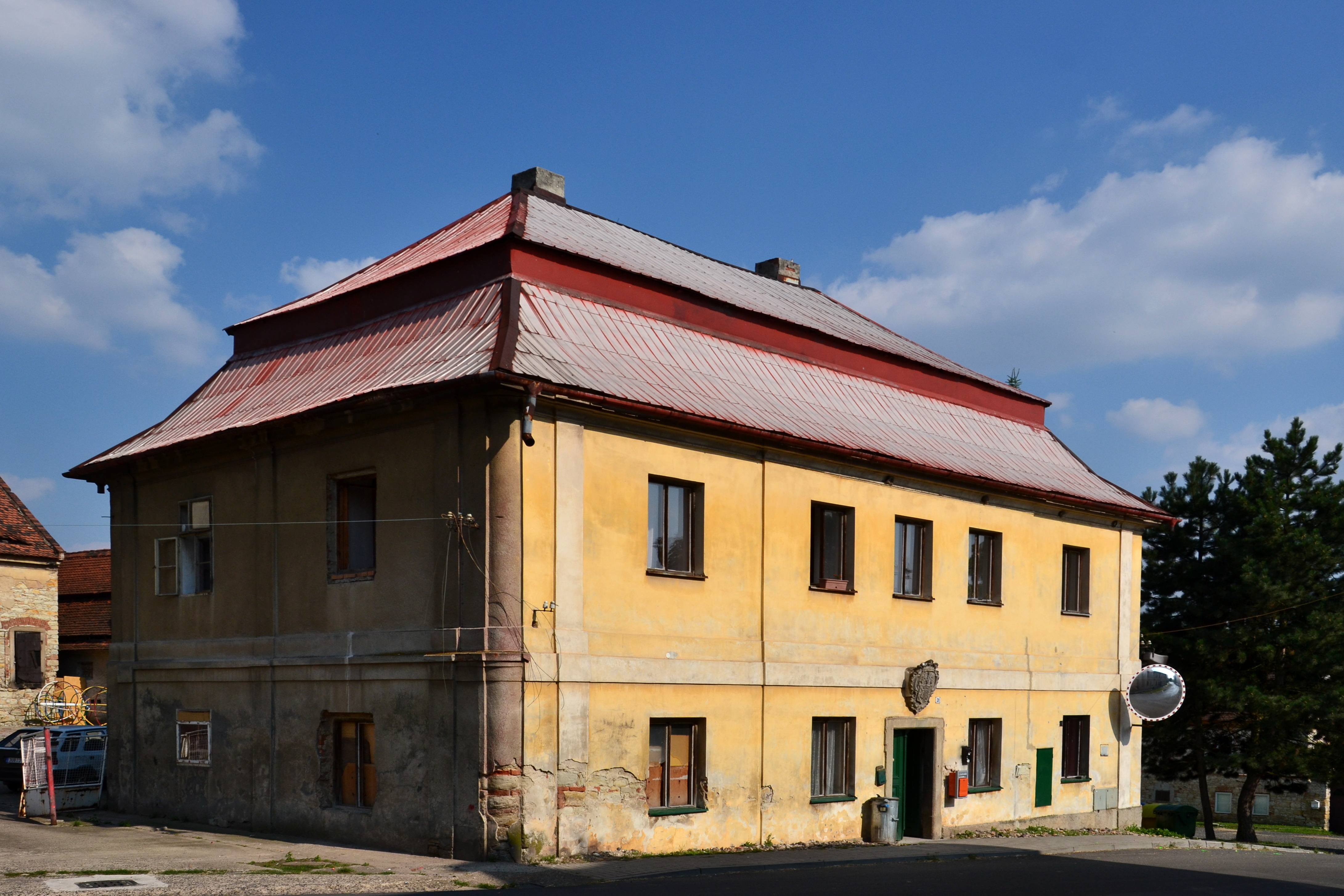
Fara

## Části obce
- Libořice
- Železná